# Corticaria alleni
Corticaria alleni is een keversoort uit de familie schimmelkevers (Latridiidae). De wetenschappelijke naam van de soort werd in 1974 gepubliceerd door Johnson.